# Скатавки
„Скатавки“ (на английски: Cop Out) е американска екшън комедия от 2010 година на режисьора Кевин Смит, във филма участват Брус Уилис, Трейси Морган, Кевин Полак и Шон Уилям Скот.